# Gare de Beert-Bellingen
La gare de Beert-Bellingen (ou gare de Brages-Bellinghen en français) est une ancienne gare ferroviaire belge de la ligne 94, de Hal à Tournai (frontière) située entre les villages de Beert (Brages) et Bellingen, sur la commune de Pepingen, en Région flamande dans la province du Brabant-Flamand.
Elle est mise en service en 1871 par les Chemins de fer de l’État belge et ferme à tous trafics en 1984.

## Situation ferroviaire
Jusqu'à sa fermeture en 1984, la gare de Beert-Bellingen se trouvait au point kilométrique (PK) 5,1 de la ligne 94, de Hal à Tournai (frontière), entre la gare de Hal et celle de Saintes, également fermée.

## Histoire
La station de Brages est mise en service le 1er juin 1871 par l’Administration des chemins de fer de l’État belge (future SNCB) sur la ligne de Bruxelles à Ath, créée le 16 janvier 1866 pour le compte de l’État belge par la Compagnie du chemin de fer direct de Bruxelles à Lille et Calais. Il s’agit d’une gare à part entière dotée d'un bâtiment des recettes, qui fait l'objet d'un agrandissement en 1880.
Le second bâtiment de gare, construit dans les années 1880/1890, correspond au plan type 1881 avec une aile de trois travées à droite. Silly était dotée d'un bâtiment du même type, également disparu.
La SNCB, arguant du déclin du trafic des voyageurs, décide de supprimer la plupart des gares de la ligne 94 ; elle ferme ses portes pour l'instauration du plan IC-IR, le 3 juin 1984 et le bâtiment est complètement démoli.